# Paris–Brest–Paris (Audax)
Der Audax Paris–Brest–Paris (PBP) ist ein 1200 km langer Fahrradmarathon, der gemäß den Audax-Regeln im geschlossenen Verband gefahren wird. Start und Ziel sind bei Paris, der Wendepunkt ist in der am Atlantik gelegenen, nordwestfranzösischen Stadt Brest in der Bretagne. Entstanden ist PBP aus dem gleichnamigen Profi-Radrennen, das erstmals am 6. September 1891 und zuletzt 1951 stattfand. Der Audax findet alle fünf Jahre statt, zuletzt 2016.
Eine Besonderheit der Strecke ist, dass sie sehr hügelig ist. Es sind rund 10.000 Höhenmeter zu bewältigen. Da es zwischen Paris und Brest keine Berge gibt, verteilen sich die Höhenmeter auf mehr als 360 meist kurze und nicht sehr steile Anstiege.

## Geschichte
Das 1891 erstmals ausgetragene Profi-Radrennen Paris–Brest–Paris stand von Anfang an Amateuren offen. 1931 hat Henri Desgrange (Leiter der Zeitschrift l’Auto) auf Vorschlag von André Griffe (Vorsitzender der Union des Audax Cyclistes Parisiens) die Amateur-Kategorie durch einen so genannten Audax ersetzt, der eine Fahrt im geschlossenen Verband (jeweils 10 Fahrer pro Gruppe) bedeutete. Die Durchschnittsgeschwindigkeit zwischen den Pausen betrug 20 km/h, seit 1961 sind es 22,5 km/h. Die Fahrt mit freier Wahl der Geschwindigkeit (Brevet) wird seitdem vom Audax Club Parisien organisiert.
1948 waren 62 Audax-Teilnehmer am Start, von denen 20 aufgaben und somit 42 das Ziel erreichten. 1956 starteten 330 Audax-Teilnehmer in 17 Gruppen. Da vielen Radfahrern die Fahrt im geschlossenen Verband nicht gefiel, gibt es als Alternative einen Brevet, der 1956 erstmals stattfand und nur vier Tage nach dem Audax startete. Um in den Folgejahren eine Konkurrenzsituation zu vermeiden (offiziell wegen des hohen Risikos durch den Schlafentzug für Teilnehmer beider Veranstaltungen direkt hintereinander) haben die beiden Vereine 1971 beschlossen, ihre Fahrten nicht mehr im selben Jahr stattfinden zu lassen. Seitdem findet der Brevet alle vier und der Audax alle fünf Jahre statt.
Die Audax-Fahrten werden mittlerweile von der „Union des Audax Français“ (siehe Weblinks) organisiert. Der letzte Audax fand Anfang Juli 2016 statt
| Jahr | Teilnehmer                      | Geschw.   | Bemerkung |
| ---- | ------------------------------- | --------- | --------- |
| 1931 | 81 am Start, 29 erfolgreich     | 20 km/h   | 1 Gruppe  |
| 1948 | 62 am Start, 42 erfolgreich     | 20 km/h   | 1 Gruppe  |
| 1951 | 96 am Start, 85 erfolgreich     | 22,5 km/h | 1 Gruppe  |
| 1956 | 106 am Start, 77 erfolgreich    | 22,5 km/h | 1 Gruppe  |
| 1961 | 162 am Start, 140 erfolgreich   | 22,5 km/h | 1 Gruppe  |
| 1966 | 178 am Start, 165 erfolgreich   | 22,5 km/h | 1 Gruppe  |
| 1971 | 328 am Start, 305 erfolgreich   | 22,5 km/h | 1 Gruppe  |
| 1976 | 911 am Start, 726 erfolgreich   | 22,5 km/h | 2 Gruppen |
| 1981 | 1573 am Start, 1522 erfolgreich | 22,5 km/h | 7 Gruppen |
| 1986 | 926 am Start, 923 erfolgreich   | 22,5 km/h | 4 Gruppen |
| 1991 | 456 am Start, 411 erfolgreich   | 22,5 km/h | 2 Gruppen |
| 1996 | 212 am Start, 192 erfolgreich   | 22,5 km/h | 3 Gruppen |
| 2001 | 191 am Start, 185 erfolgreich   | 22,5 km/h | 7 Gruppen |
| 2006 | 151 am Start, 134 erfolgreich   | 22,5 km/h | 1 Gruppe  |
| 2011 | 143 am Start, 123 erfolgreich   | 22,5 km/h | 2 Gruppen |
| 2016 | 88 am Start, 78 erfolgreich     | 22,5 km/h | 1 Gruppe  |

Die letzte Ausrichtung fand 2016 statt, und zwar vom 2. bis 6. Juli. Gestartet wurde um 22 Uhr in Montlhéry. Die erste Etappe war 445 km bzw. 24 Stunden lang und ging nach Saint-Brieuc. Die zweite Etappe führte über den Wendepunkt in Brest zurück nach Saint-Brieuc (315 km). Die dritte Etappe führte über 315 km nach Nogent le Rotrou. Die vierte und letzte Etappe zurück nach Montlhéry war 140 km lang. Die nächste Ausrichtung findet 2021 statt.